# Maréchal, nous voilà!
Maréchal, nous voilà! (pol. Marszałku, tu jesteśmy!) – francuska pieśń poświęcona marszałkowi Philippe'owi Pétainowi.
We Francji Vichy pełniła de facto rolę hymnu państwowego, obok Marsylianki.
Autorem słów był André Montagard (1887–1963), chociaż większość tekstu zaczerpnął on z pieśni Voilà le Tour qui passe. Oficjalnymi autorami muzyki mieli być André Montagard i Charles Courtioux. W rzeczywistości splagiatowali oni muzykę (z filmu La Margoton du bataillon z 1933) autorstwa pochodzącego z Polski kompozytora Kazimierza Jerzego Oberfelda (zamordowanego podczas ewakuacji obozu Auschwitz-Birkenau w styczniu 1945 roku).